# Jong Song-ok
Jong Song-ok (korejsko 정성옥), severnokorejska atletinja, * 18. avgust 1974, Haedžu, Severna Koreja.
Nastopila je na poletnih olimpijskih igrah leta 1996 in dosegla dvajseto mesto v maratonu.  Na svetovnih prvenstvih je v isti disciplini osvojila naslova prvakinje leta 1999.